# Герберт Бадделі
Герберт Бадделі (англ. Herbert Baddeley; 11 січня 1872 — 20 липня 1931) — колишній британський тенісист. Брат-близнюк тенісиста Вілфреда Бадделі.
Перемагав на турнірах Великого шолома в парному розряді.
Завершив кар'єру 1897 року.

## Фінали турнірів Великого шолома

### Парний розряд (4–2)
| Результат | Рік  | Турнір               | Покриття | Партнер         | Суперники                         | Рахунок                 |
| --------- | ---- | -------------------- | -------- | --------------- | --------------------------------- | ----------------------- |
| Перемога  | 1891 | Вімблдонський турнір | Трава    | Вілфред Бедделі | Джошуа Пім Френк Стокер           | 6–1, 6–3, 1–6, 6–2      |
| Поразка   | 1892 | Вімблдонський турнір | Трава    | Вілфред Бедделі | Ернес Льюїс Гаррі С. Барлов       | 6–4, 2–6, 6–8, 4–6      |
| Перемога  | 1894 | Вімблдонський турнір | Трава    | Вілфред Бедделі | Гаррі С. Барлов Чарлз Мартін      | 5–7, 7–5, 4–6, 6–3, 8–6 |
| Перемога  | 1895 | Вімблдонський турнір | Трава    | Вілфред Бедделі | Ернес Льюїс Герберт Вілберфорс    | 8–6, 5–7, 6–4, 6–3      |
| Перемога  | 1896 | Вімблдонський турнір | Трава    | Вілфред Бедделі | Реджинальд Догерті Гаролд Нісбет  | 1–6, 3–6, 6–4, 6–2, 6–1 |
| Поразка   | 1897 | Вімблдонський турнір | Трава    | Вілфред Бедделі | Реджинальд Догерті Лоренс Догерті | 4–6, 6–4, 6–8, 4–6      |